# Leonardo Gajo
Leonardo Gajo (Trieste, 20 marzo 1961) è un attore, doppiatore e direttore del doppiaggio italiano.

## Biografia
Si forma presso la Civica Scuola di Teatro Paolo Grassi di Milano. Dopo una breve esperienza teatrale e qualche partecipazione a produzioni cinematografiche e televisive, si dedica alla localizzazione di videogiochi per Synthesis International, curando dialoghi e doppiaggio di diversi titoli fra cui Mafia: The City of Lost Heaven, Bioshock e i primi capitoli della saga di Assassin's Creed. Dal 2010 cura il doppiaggio di tutti i titoli di Blizzard Entertainment e relativi filmati. Nel corso del 2013 è stato ospite insieme al doppiatore Claudio Moneta, in un episodio del programma televisivo dedicato ai videogiochi Gamerland.

## Teatro
- Shakespearlove, regia di Giampiero Solari e Massimo Navone
- Risveglio di primavera, regia di Beppe Navello
- Romeo e Giulietta, regia di Paolo Valerio
- Percorsi shakespeariani, regia di Paolo Valerio
- Sulle tracce di Giulietta, regia di Paolo Valerio

## Filmografia

### Cinema
- Via Montenapoleone, regia di Carlo Vanzina (1987)
- Ponte sospeso, regia di Andrea Papini (1988)
- Turné, regia di Gabriele Salvatores (1990)
- Le nuvole sotto il cuscino, regia di Fabio Accialini e Lucia Colluccelli (1992)
- Puerto Escondido, regia di Gabriele Salvatores (1992)
- Nirvana, regia di Gabriele Salvatores (1997)

### Televisione
- Vita di Giotto, regia di Roberto Leoni
- Arriva Cristina, regia di Francesco Vicario
- La moglie nella cornice, regia di Philippe Monier
- Due vite, un destino, regia di Romolo Guerrieri
- La scalata, regia di Vittorio Sindoni - miniserie TV (1993)
- Le tre mimose, regia Giancarlo Nicotra
- Conflitto di interessi, regia Pier Nico Solinas
- Occhio di falco, regia di Vittorio De Sisti
- AleX, regia di Giancarlo Soldi
- Io e la mamma, regia di Fosco Gasperi
- La dottoressa Giò, regia di Filippo De Luigi
- Finalmente soli, regia di Francesco Vicario
- Casa Vianello - IV stagione, regia di Francesco Vicario
- Cuori rubati, registi vari
- Casa Vianello, VIII stagione, regia di Francesco Vicario
- Il mammo - I stagione, regia di Maurizio Simonetti
- Love Bugs - I stagione, regia di Marco Limberti
- La squadra - VII stagione, registi vari
- Il mammo - II stagione, regia di Maurizio Simonetti
- Love Bugs - II stagione, regia di Marco Limberti
- Un posto al sole - XiV stagione, registi vari

## Doppiaggio

### Videogiochi
- Ghoda Matsunoshin, Ressai e Ukyo in Tenchu: Wrath of Heaven[2]
- Paulie Gatto in Il padrino
- Ralph in Mafia: The City of Lost Heaven
- Rhino in Spider-Man 2[3], Spider-Man: Amici o nemici[4], Spider-man 3[5], Spider-Man: Il regno delle ombre[6] e Ultimate Spider-Man[7]
- Lizard in Spider-Man 2[3],  Spider-Man: Amici o nemici[4] e Spider-man 3[5]
- Sergente Johnson in Halo 2[8], Halo 3[9] e Halo 3: ODST[10]
- Istruttore #1 in Bee Movie Game[11]
- Gabriel Merino in Haze[12]
- Gatto con gli stivali e Specchio magico in Shrek 2[13], Shrek e vissero felici e contenti[14]
- Ivan Stagleishov in Ace Combat: Assault Horizon[15]
- Soggetto 16 in Assassin's Creed II[16] e Assassin's Creed: Brotherhood[17]
- Stephane Chapheau e John Parker in Assassin's Creed III[18]
- Polemone il Saggio in Assassin's Creed: Odyssey[19]
- Clay Kaczmarek in Assassin's Creed: Revelations[20]
- Colonnello Arkady Kirilenko in Battlefield: Bad Company 2[21]
- Andrè, Maestro dei cavalieri di Santo Stefano e Uomo di Susarro 3 in Broken Sword: Il sonno del drago[22]
- Xavier Marques in Broken Sword 5: La maledizione del serpente[23]
- Sullivan in BioShock[24]
- Pierre Laroche in Call of Duty 3[25]
- Sergente Kamarov in Call of Duty 4: Modern Warfare[26]
- Edward Richtofen in Call of Duty: World at War[27], Call of Duty: Black Ops[28], Call of Duty: Black Ops II[29], Call of Duty: Black Ops III[30], Call of Duty: Black Ops IIII[31], Call of Duty: Black Ops Cold War, Call of Duty: Black Ops 6[32]
- Jimmy Kimmel in Call of Duty: Black Ops II[29]
- Volk in Call of Duty: Modern Warfare 3[33]
- Heinrich in Call of Duty: World War II[34]
- Colonnello Barnsby in Call of Juarez: Bound in Blood[35]
- John Brown in Chrome[36]
- Dino Dinovic e El Gallo in Cyberpunk 2077[37]
- Dolfo/Adolf in The Darkness II[38]
- Gharbad in Diablo III[39]
- Lord Darius Brenden in Diablo III: Reaper of Souls[39]
- Soldato UAC in Doom[40]
- Mark Lamia, Seamus Blake, M. Caseon e G. Kreitman in Doom 3[41]
- Zhou in Driver 76
- E.T. in E.T. extraterrestre[42]
- Ernesto Victoriano in The Evil Within[43]
- Marcus Kane, Cap. Jones, John Kane e Clan degli Ocra in Fahrenheit[44]
- Minh Yung Kim e Franklin in Gears of War[45]
- Niles in Gears of War 2[46]
- Cavalcalupi, Tagliagole acquanera, Taumaturgo Vudù, Mastro riduttore, Nullificatore X-21, Magmatron e Spettatore Ferroscuro in Hearthstone[47]
- Braum e Ziggs in League of Legends
- Niles Sampson in Gears 5[48]
- Waitron, membro di "Los Muertos" #4 in Overwatch 2[49]
- Braum in Song of Nunu: A League of Legends Story[50]
- Geldis Sadri in Skyrim (2011)[51]
- Marshan in Diablo IV[52]
- Kafour in Indiana Jones e l'antico cerchio (2024)[53]

### Direzione del doppiaggio
- Nox
- Vampire: The Masquerade - Redemption
- Mafia: The City of Lost Heaven
- Medieval: Total War
- Call of Duty
- Vietcong
- Call of Duty: United Offensive
- Rome: Total War
- Call of Duty 2
- The Movies
- Charlie and the Chocolate Factory
- Peter Jackson's King Kong
- Tom Clancy's Rainbow Six: Lockdown
- Tom Clancy's Ghost Recon Advanced Warfighter
- Tom Clancy's Rainbow Six: Vegas
- Assassin's Creed[54]
- BioShock
- Driver 76
- Prince of Persia
- Tom Clancy's EndWar
- Tom Clancy's Rainbow Six: Vegas 2
- Assassin's Creed II[16]
- Far Cry 2
- Tom Clancy's Ghost Recon Advanced Warfighter 2
- Assassin's Creed: Brotherhood
- BioShock 2
- Call of Duty: Black Ops
- StarCraft II
- World of Warcraft: Cataclysm
- Assassin's Creed: Revelations[20]
- Assassin's Creed III[18]
- Diablo III
- Broken Sword 5: La maledizione del serpente[23]
- StarCraft II
- Diablo III: Reaper of Souls
- Hearthstone[47]
- Overwatch
- World of Warcraft: Warlords of Draenor
- Heroes of the Storm
- StarCraft II
- World of Warcraft: Legion
- Diablo III - Ascesa del Negromante
- StarCraft Remastered
- World of Warcraft: Battle for Azeroth
- World of Warcraft: Shadowlands
- Destiny 2
- Cyberpunk 2077[37]
- Diablo II: Resurrected
- Overwatch 2[49]
- World of Warcraft - Dragonflight
- Cyberpunk 2077 - Phantom Liberty[37]
- Indiana Jones e l'antico cerchio[53]

## Riconoscimenti
- 2024 - Premio "Onda Sonora" promosso da Voci Animate e Videogiochitalia al Torino Comics come miglior direzione del doppiaggio per il videogioco Cyberpunk 2077 - Phantom Liberty[55]